# Boechera divaricarpa
Boechera divaricarpa là một loài thực vật có hoa trong họ Cải. Loài này được (A.Nelson) Á.Löve & D.Löve mô tả khoa học đầu tiên năm 1975 publ. 1976.